# Xadrez por computador

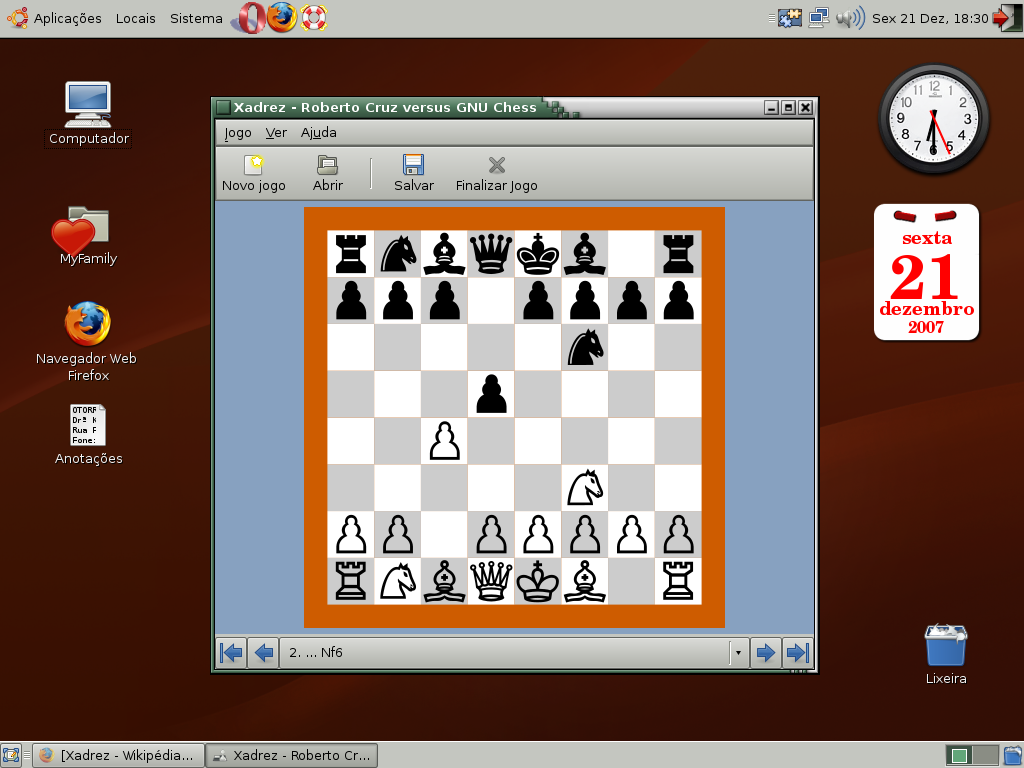
Programa de computador para xadrez GNU Chess rodando no Ubuntu Linux.

Xadrez por computador é a prática do enxadrismo contra ou por meio de computadores, utilizando-se ou não Internet.

## Histórico
Data do Século XVIII a ideia da criação de máquinas que pudessem jogar xadrez. Em 1769, um autômato enxadrista chamado O Turco se tornou famoso, sendo considerado um prodígio da engenharia até descobrir-se que se tratava na realidade de uma fraude.
Atualmente os programas de computador enxadristas estão disponível no mercado por preços acessíveis, além de numerosos programas que podem ser baixados da Internet gratuitamente, tais como software livres e freewares.